# 國際農村婦女日
國際農村婦女日（英語：International Day of Rural Women）由聯合國大會發起，每年10月15日慶祝，旨在关注農村婦女的角色和狀況。

## 歷史
第一個國際農村婦女日是1995年10月15日，由婦女世界首腦會議基金會（WWSF）倡議和組織。十多年後，聯合國大會於2007年12月18日簽署第62/136號決議，正式將這一天定為國際農村婦女日。

## 農村婦女概念
農村婦女是指在農村地區生活和工作的任何女性。她們大多依靠自然資源和農業為生，通常是農民、企業家或正式或非正式的農業工人。
儘管女性佔世界人口的25%，佔世界農業勞動力的43%，但只有20%的土地所有者是女性；女性在獲得金融服務、社會保護和工會方面比男性遇到更多障礙，她們的工資平均比男性低40%。
她們中的許多人生活在醫療服務、水和教育資源匱乏的地區，雖然她們在社區中發揮著重要作用，但卻受到歧視她們的法律和社會規範的約束，大大減少了她們對決策過程的參與。
她們從事的工作包括生產、加工和銷售農產品。此外，她們還做家事、照顧家庭和社區，但沒有任何報酬。

## 目標
在聯合國的正式承認後，2008年首次舉辦了慶祝活動，以促進和承認農村婦女在糧食安全和消除農村貧困方面發揮的作用。因此，農村婦女對實現聯合國確定的可持續發展目標至關重要。同時，它也努力提高社會對農村婦女狀況及其所面臨困難的認識和警覺。

## 外部連結
- UN - International Day of Rural Women （页面存档备份，存于）
- International Day of Rural Women (2020) （页面存档备份，存于）